# Caldas (Boyacá)
Pour les articles homonymes, voir Caldas (homonymie).
Caldas est une municipalité située dans le département de Boyacá, en Colombie.